# جامعة ويك فوريست مدرسة الطب
جامعة ويك فوريست مدرسة الطب (بالإنجليزية: Wake Forest University School of Medicine)‏ هي إحدى الكليات لتدريس الطب في الولايات المتحدة الأمريكية. تقع في مدينة وينستون-سيلم في ولاية كارولاينا الشمالية الأمريكية. نوع الشهادة الطبية التي يتم تحصيلها هناك هي دكتور في الطب.